# Hubbathala
Hubbathala là một thị trấn thống kê (census town) của quận The Nilgiris thuộc bang Tamil Nadu, Ấn Độ.

## Nhân khẩu
Theo điều tra dân số năm 2001 của Ấn Độ, Hubbathala có dân số 10.974 người. Phái nam chiếm 49% tổng số dân và phái nữ chiếm 51%. Hubbathala có tỷ lệ 73% biết đọc biết viết, cao hơn tỷ lệ trung bình toàn quốc là 59,5%: tỷ lệ cho phái nam là 82%, và tỷ lệ cho phái nữ là 65%. Tại Hubbathala, 11% dân số nhỏ hơn 6 tuổi.